# Operation Murambatsvina
Murambatsvina (Shona für „Müllentsorgung“) ist der informelle Name einer Aktion mit der offiziellen Bezeichnung Operation Restore Order, die die Regierung von Simbabwe ab dem 25. Mai 2005 durchführen ließ. Illegal gebaute Häuser und Marktstände in Harare, Bulawayo und anderen Städten wurden mit Schubraupen und Radladern zerstört und niedergebrannt.
Oppositionspolitiker sehen die offiziellen Gründe (Vorgehen gegen illegalen Häuserbau und Handel, Verringerung der Verbreitung von Infektionskrankheiten) jedoch als fadenscheinig. Sie glauben, dass die ganze Aktion eher ihren Anhängern gewidmet ist, die mehrheitlich in den Städten und deren Slums zu finden sind. 
Während dieser Aktion waren mehr als drei Millionen Menschen direkt oder indirekt von den Auswirkungen der Zerstörung von zehntausenden von Häusern betroffen.
Dieser Maßnahme ließ die Regierung die Operation Garikai/Hlalani Kuhle folgen.